# Rete tranviaria di Varese
La rete tranviaria di Varese era costituita da un insieme di linee urbane e suburbane che si svilupparono a partire dal 1895, servendo il territorio di quella che dal 1927 divenne la provincia di Varese.
Realizzate prevalentemente in ambito extraurbano con caratteristiche ferroviarie, tali relazioni erano completate dalla tranvia Varese-Angera e la ferrovia della Valganna, nonché dalle funicolari del Campo dei Fiori, del Sacro Monte e del Kursaal, costituendo di fatto un'unica rete integrata.
Tale rete venne gradualmente smantellata nel secondo dopoguerra in conseguenza di una politica di investimenti pubblici non favorevole al trasporto su ferro; le ultime linee urbane prestarono servizio fino al 1950.

## Storia
Nel 1895, ad opera della Società Anonima Varesina per una Tranvia Varese-Prima Cappella (SV), era stata aperta la tranvia Varese-Prima Cappella, primo di una serie di collegamenti tranviari che avrebbero costituito una rete ferrotranviaria cittadina e provinciale. Seguì nel 1903 la sezione Bettole di Varese–Grotte di Valganna, prima tratta della linea per Luino nota come ferrovia della Valganna, i cui convogli osservavano capolinea presso le stazioni ferroviarie di Varese.

### Verso una rete urbana

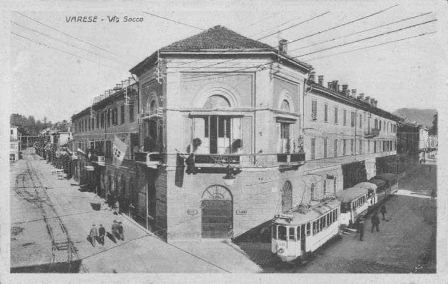
Impianti tranviari presso via Sacco

La prima tranvia con caratteristiche urbane fu quella per la frazione di Masnago, la cui concessione fu affidata il 7 novembre 1904 dal comune di Varese alla Società Anonima Prealpina per Imprese Elettriche. L'opera fu realizzata in meno di tre mesi e venne inaugurata il 29 aprile 1905; per il servizio la "Prealpina" aveva acquistato un gruppo di elettromotrici a classe unica con 18 posti a sedere e 17 in piedi disposti sulle due piattaforme.
Nel 1906 la tranvia per Prima Cappella venne incorporata nella rete della Società Varesina per Imprese Elettriche (SVIE); la nuova società di gestione decise di prolungare la linea fino alla valle del Vellone, e costruire da lì due funicolari, che avrebbero condotto verso le vette del Sacro Monte e del vicino Campo dei Fiori.
La nuova impresa si attivò anche nell'ampliamento di altre relazioni attivando dapprima una tratta in diramazione dalla linea per Masnago alla volta della località Due Strade e poi, l'11 novembre 1907, da qui fino a Bizzozero.
Il progettato prolungamento dalla Prima Cappella al Vellone fu attivato quasi due anni dopo, il 6 giugno 1909. Nel medesimo anno fu costruito un prolungamento della linea di Bizzozero dalla parte opposta, verso Bobbiate; inaugurato il 27 dicembre, tale tratto era stato progettato dallo stesso direttore della SVIE, ingegner Riccardo Luzzati.
Frattanto, il 26 giugno 1909 era stata accordata alla SVIE la concessione governativa per la costruzione e l'esercizio di una tranvia extraurbana a trazione elettrica da Varese ad Azzate i cui lavori di costruzione vennero dunque intrapresi. L'inaugurazione avvenne il 15 novembre 1911. In luogo del previsto prolungamento di tale linea alla volta di Sesto Calende, allo scopo di raggiungere il Lago Maggiore, fu costruita la Varese-Angera, attivata nel 1914.

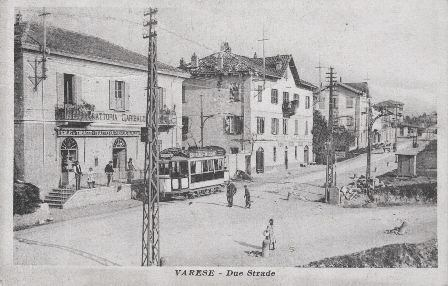
Località Due Strade (Incrocio tra Viale L. Borri e Via L. Gasparotto)

L'ultima tranvia realizzata dalla SVIE fu la linea urbana per Belforte, esercita quale prolungamento di quella per Bobbiate, le cui corse prova si svolsero il 31 gennaio 1916 e che integrava un peculiare servizio per il locale cimitero. L'inaugurazione servizio avvenne l'8 febbraio 1916. Tale linea fu invero concepita quale prima tratta di una relazione extraurbana per Cantello ma tale progetto non fu attuato anche a causa del mutato contesto socioeconomico che di lì a poco si sarebbe manifestato con le conseguenze della prima guerra mondiale.
Nel primo dopoguerra l'insieme delle linee varesine assunse la fisionomia di rete provinciale, con l'assunzione di Varese a capoluogo di provincia, avvenuta nel 1927. In tale anno Bizzozero, Masnago e Bobbiate, fino ad allora comuni autonomi, vennero accorpati alla città, dando vita assieme alla tranvia per il quartiere Belforte a una vera e propria rete tranviaria urbana.

### Il declino

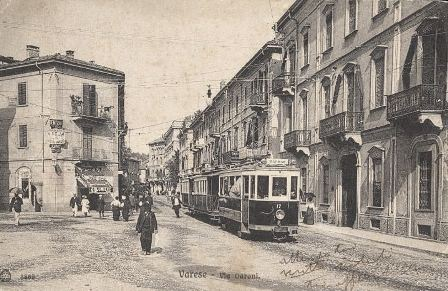
Tram in via Garoni

Nel 1940 la SVIE cedette l'intera rete ferrotranviaria alla Società Varesina Imprese Trasporti (SVIT), controllata della Società Elettrica Bresciana, azienda del gruppo Edison; nel medesimo anno, fra il 1º luglio e il 1º settembre, fu chiusa all'esercizio la Varese-Angera, gestita dalla Società Anonima Tramvie Orientali del Verbano (SATOV).
Le difficili condizioni economiche cui le società di gestione dovevano far fronte peggiorarono ancor più all'indomani della seconda guerra mondiale, quando gli investimenti per la ricostruzione del Paese non erano favorevoli al rilancio dei sistemi di trasporto su ferro. In tale contesto nel 1949 cessò l'esercizio della tranvia per Azzate, e l'intera rete urbana fu soppressa il 2 dicembre 1950
A fronte anche in questo caso della necessità di rinnovare gli impianti e il materiale rotabile, l'amministrazione comunale decise infine di sostituire con autoservizi anche la tranvia per il Vellone e le due funicolari, attuando tale decisione il 31 agosto 1953; l'ultima corsa fu svolta con l'elettromotrice A-17.

## Caratteristiche
Nel periodo di massima espansione, la rete arrivò dunque a comprendere le seguenti linee:

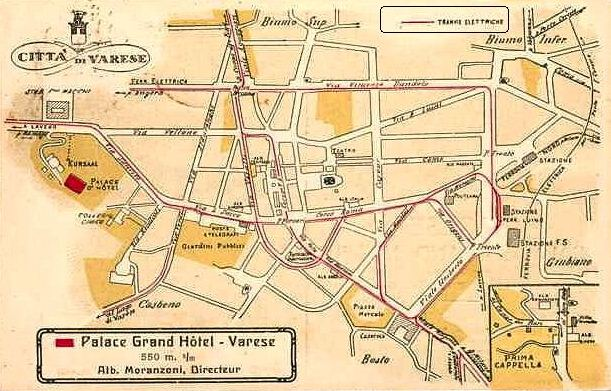
Percorsi nel centro al 1917

### La rete
- Varese-Vellone, extraurbana, lunga 7,1 km
- Varese-Masnago, urbana, lunga 2,4 km
- Varese-Bobbiate, urbana, lunga 3,21 km
- Varese-Azzate, extraurbana, lunga 6,96 km
- Varese-Belforte, urbana, lunga 3,722 km
- Varese–Bizzozero, urbana, lunga 3,5 km

Mentre per le strade cittadine erano impiegate usuali rotaie a gola di tipo Phoenix, le tratte in sede stradale, che si sviluppavano per lo più sul margine della carreggiata, erano armate con binari costituiti da rotaie Vignoles e traversine in rovere, che poggiavano su massicciata in pietrisco. Tutte le linee risultavano elettrificate alla tensione continua di 500 V.

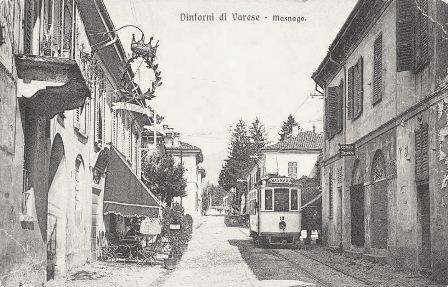
Masnago, capolinea tranviario

La linea per Masnago, la cui lunghezza complessiva risultava pari a 2,4 km, originava dal piazzale della stazione di Varese della Rete Mediterranea e da qui percorreva gli assi stradali allora denominati viale Re Umberto, piazza Mercato, piazza Manzoni, via Pozzovaghetto, piazza Porcari, via Verbano e via Luigi Sacco, per impegnare la provinciale per Laveno fino a Masnago, con capolinea presso la piazza della Chiesa a un paio di metri dal binario del SATOV per Angera. Lungo il percorso, in via Sanvito Silvestro, una fermata consentiva l'interscambio con la stazione inferiore della funicolare del Kursaal.
La linea per Bizzozero si distaccava dalla precedente in piazza Manzoni; da qui proseguiva in direzione sud per poi sovrappassare la ferrovia Milano-Varese e impegnare la provinciale per Milano (poi strada statale 233 Varesina) della quale veniva occupato il lato sinistro. Servite le località Santa Maria Maddalena e Bustecche si giungeva infine al capolinea, che sorgeva in posizione centrale rispetto alla frazione, a poche centinaia di metri dell'abitato rispetto alla stazione di Bizzozero-Gurone posta lungo la ferrovia di Valmorea. La lunghezza complessiva della linea era pari a 3,5 km.

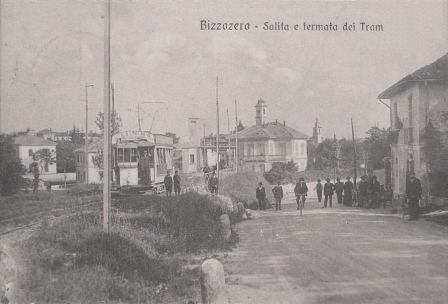
Bizzozero con il tram

La linea per Bobbiate, lunga 3,21 km, si diramava anch'essa da quella per Masnago, all'altezza di via Sacco, di fronte alle scuole elementari; il binario svoltava quindi in via Verdi, percorrendo viale Monviso e via Daverio fino a transitare in prossimità della stazione di Varese Casbeno, lungo la ferrovia Saronno-Laveno, che veniva sottopassata; il binario seguiva dunque la strada comunale per Bobbiate rimanendo sul lato destro della strada fino all'abitato, servito da un piccolo fabbricato viaggiatori.

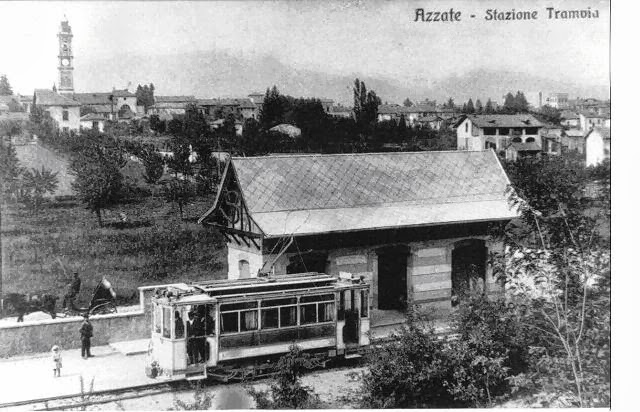
Azzate, capolinea tranviario

La linea per Azzate sì staccava dalla linea per Bizzozero in località due strade, e a differenza della prima seguiva il percorso della strada provinciale per Gallarate; per minimizzare le interferenze fra le due relazioni il tratto comune era stato realizzato a doppio binario. Al termine della discesa denominata "al Cuor di Sass" veniva imboccata la strada comunale per Azzate piegando in direzione sud ovest, fino al capolinea, raggiunto dopo 6,96 km di percorso.
La tratta per Belforte risultava lunga solo 3,722 km; contestualmente alla sua attivazione, nel 1916 fu attivato il nuovo cimitero di Belforte, posto lungo il percorso della linea, in corrispondenza del quale si costruì una "stazione funebre" su un'area occupata dal precedente cimitero e nella quale dovevano essere depositate le salme al termine dei funerali. I convogli funebri, in servizio fino al 1940, anno in cui il raccordo cimiteriale fu smantellato, partivano dalla strada del Macello (poi piazzale Kennedy) e transitavano per le vie Milano, Casula e Carcano, per poi percorrere il viale Belforte fino a destinazione.

## Galleria d'immagini

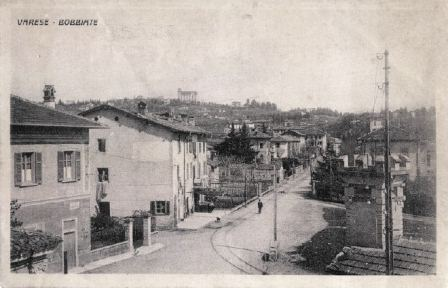
Bobbiate
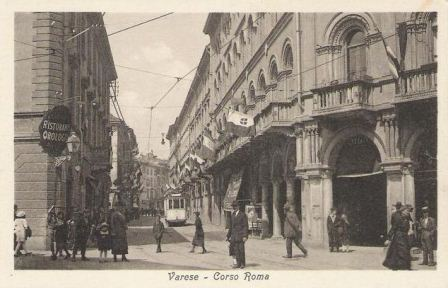
Corso Roma
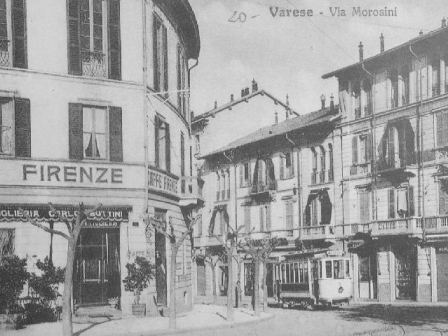
Via Morosini
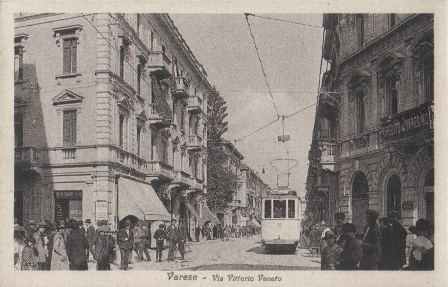
Via Vittorio Veneto
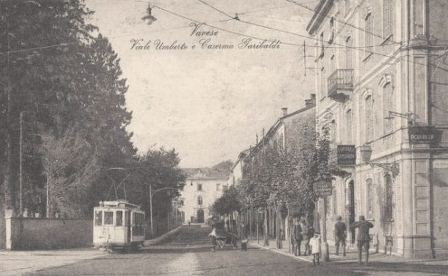
Viale Umberto